# Raray
Raray [ʁaʁɛ] ist ein Dorf und eine Gemeinde mit 121 Einwohnern (Stand: 1. Januar 2022) im französischen Département Oise in der Region Hauts-de-France (vor 2016: Picardie). Die Gemeinde gehört zum Arrondissement Senlis, zum Kanton Pont-Sainte-Maxence und zum Gemeindeverband Communauté de communes Senlis Sud Oise.

## Geographie
Raray liegt etwa 20 Kilometer südsüdwestlich von Compiègne und etwa 15 Kilometer nordöstlich von Senlis. Umgeben wird Raray von den Nachbargemeinden Verberie im Norden, Saint-Vaast-de-Longmont im Nordosten, Néry im Osten, Rully im Süden, Brasseuse im Westen sowie Villeneuve-sur-Verberie im Nordwesten.

## Geschichte
Im Schloss von Raray wurde ab dem 27. August 1945 der Film Die Schöne und das Biest (deutschsprachiger Titel Es war einmal) von Jean Cocteau gedreht.

## Bevölkerungsentwicklung
| Jahr                      | 1962 | 1968 | 1975 | 1982 | 1990 | 1999 | 2006 | 2013 |
| Einwohner                 | 192  | 176  | 144  | 160  | 149  | 144  | 149  | 157  |
| Quelle: Cassini und INSEE |      |      |      |      |      |      |      |      |

## Sehenswürdigkeiten
Siehe auch: Liste der Monuments historiques in Raray
- Kirche Saint-Nicolas, 1520/1530 erbaut, Monument historique seit 1921
- Schloss Raray aus dem 16. Jahrhundert, Monument historique seit 1924
- Gutshof und Herrenhaus
- Pfarrhaus, heutiges Rathaus, mit Portal

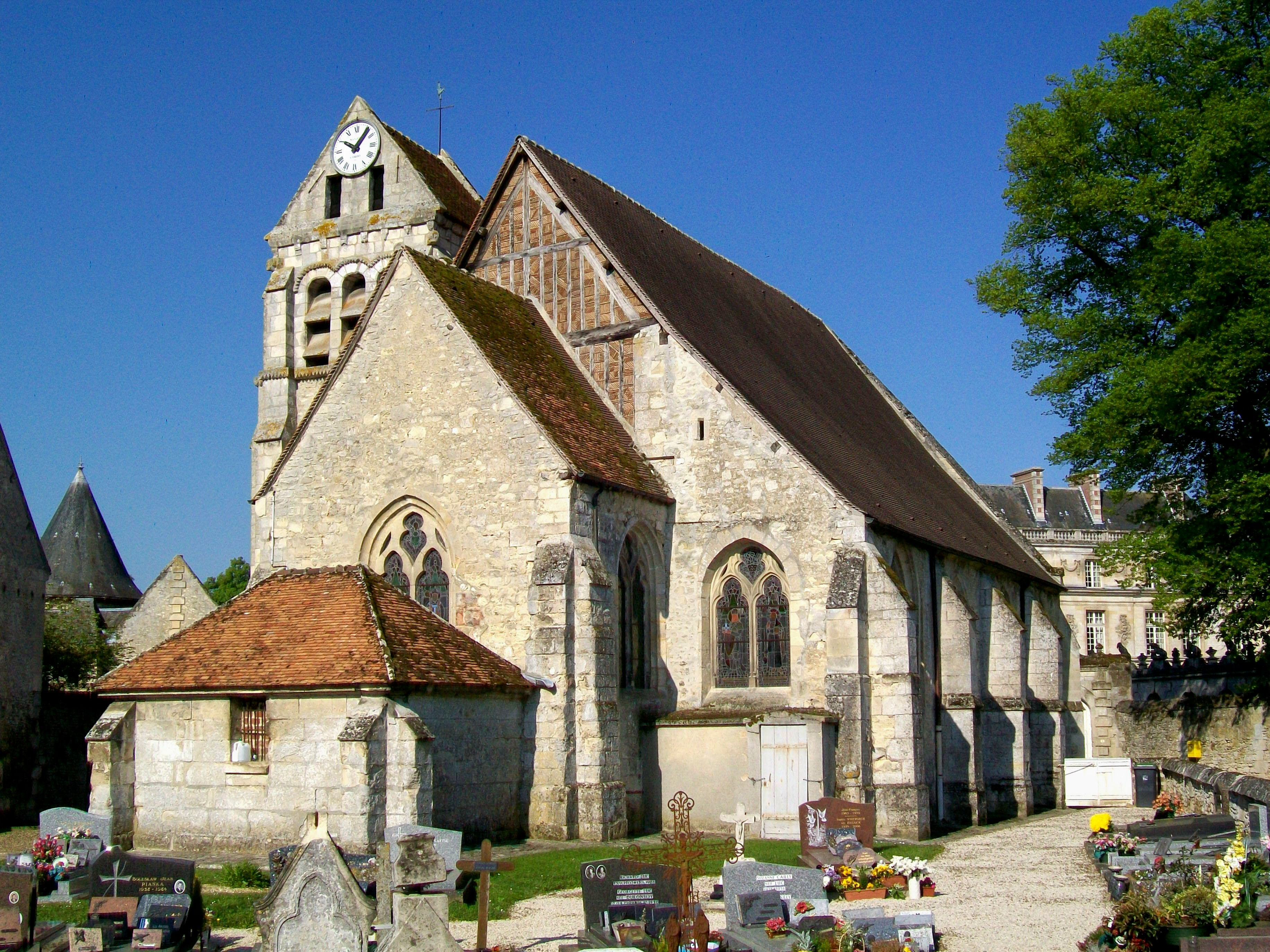
Kirche Saint-Nicolas
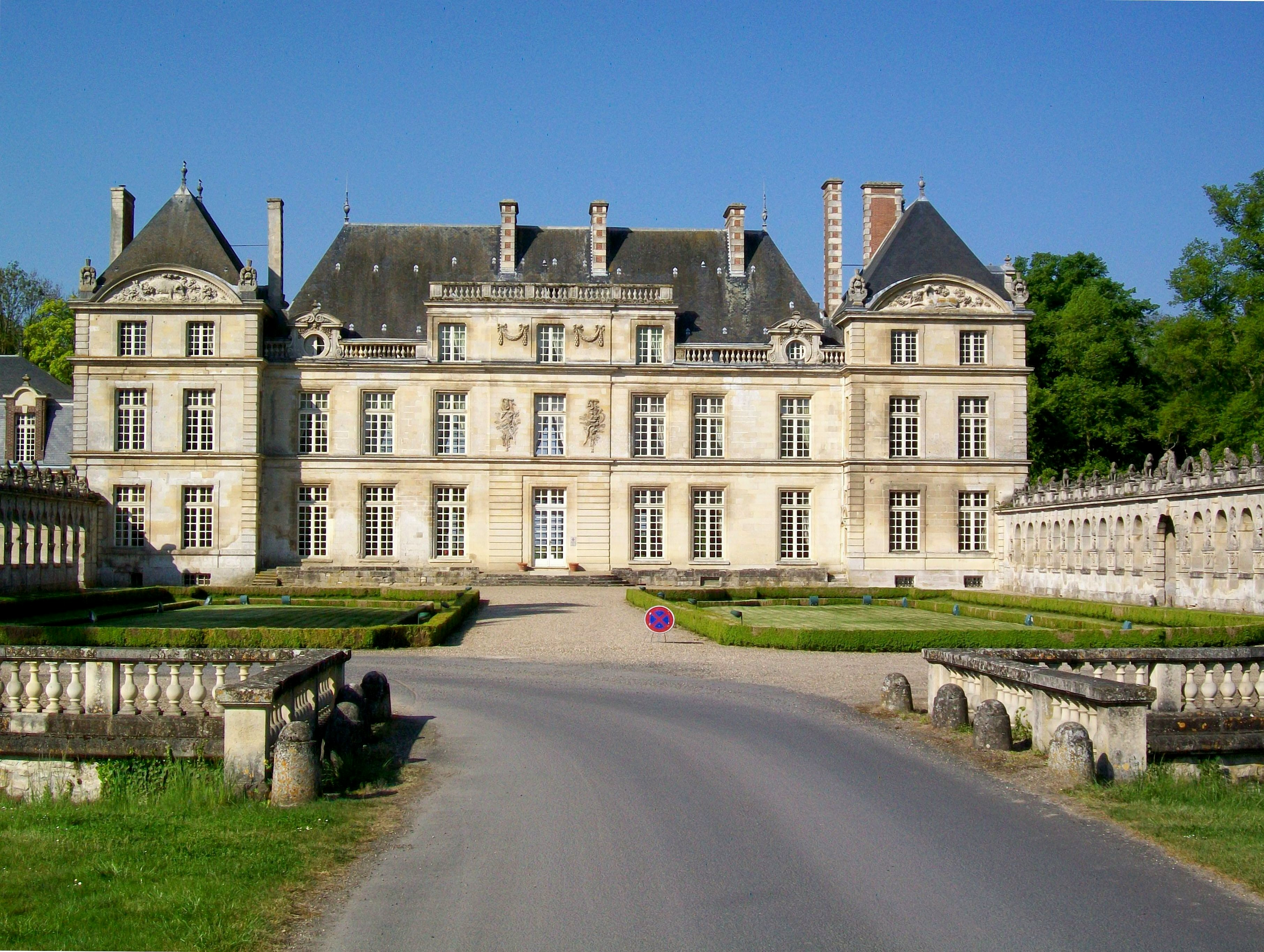
Schloss Raray
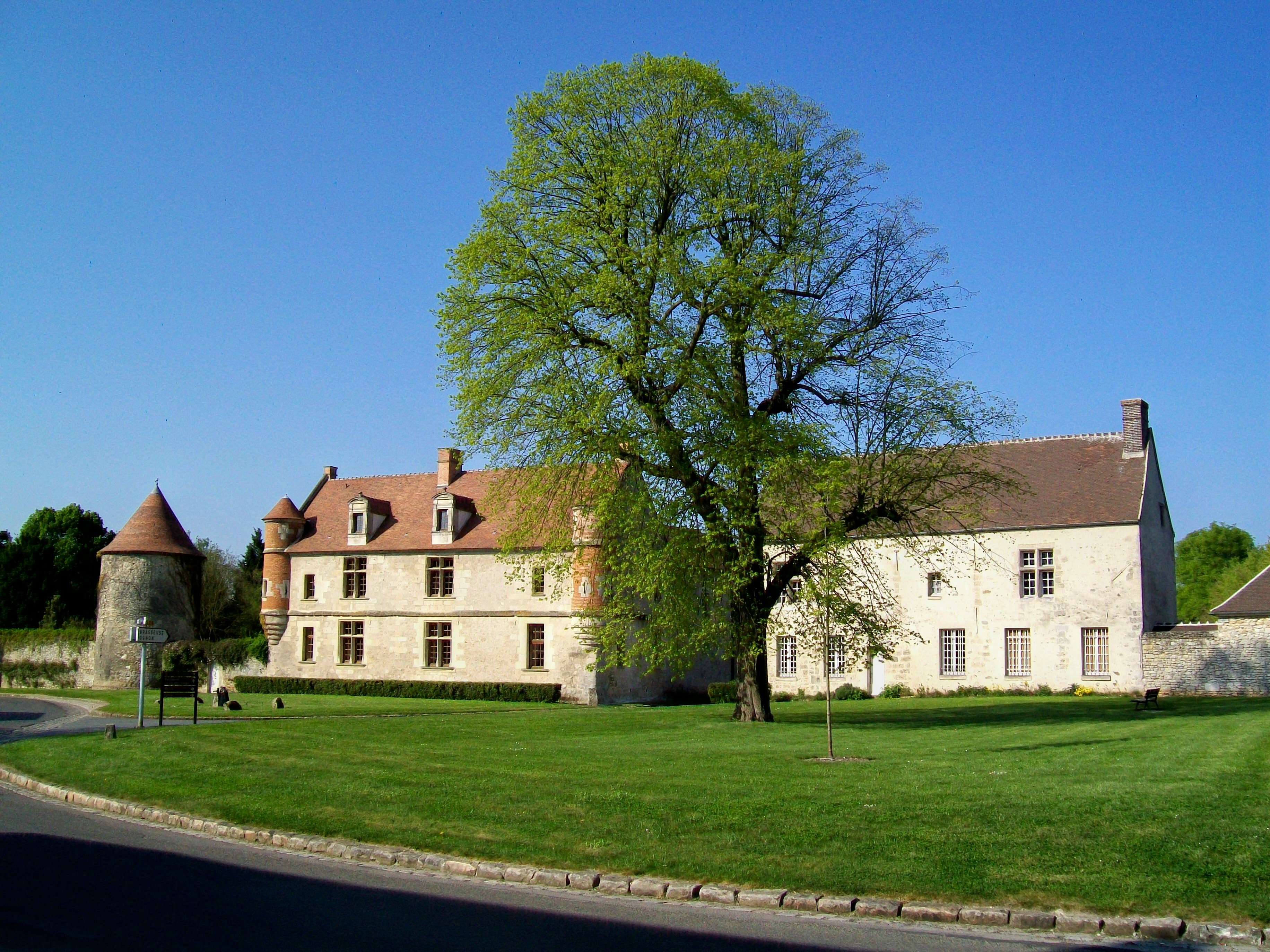
Gutshof und Herrenhaus